# Vasilīs Palaiokōstas
Vasilīs Palaiokōstas (in greco Βασίλης Παλαιοκώστας?; Moschofyto, 17 maggio 1966) è un criminale greco noto per essere evaso in elicottero due volte dal carcere di massima sicurezza di Korydallos (Grecia), mentre scontava una pena di 25 anni per sequestro di persona e rapina.
È ritenuto l'ideatore del rapimento di Giorgos Mylonas, un industriale greco, in quanto è a lui che ha fatto risalire il pagamento del riscatto.
Nel 2000 è stato condannato a 25 anni di carcere per il rapimento nel 1995 di Alexander Haitoglou, CEO della Haitoglou Bros, azienda alimentare nel nord della Grecia.
Suo fratello, Nikos Palaiokōstas, attualmente è in carcere in seguito alla condanna per 16 rapine in banca.
Il governo greco ha ricevuto forti critiche dopo la seconda fuga di Palaiokōstas  dalla medesima struttura; il governo ha risposto licenziando tre funzionari del ministero della giustizia ed arrestando tre guardie carcerarie.
È diventato famoso nel suo Paese natale perché si dice che abbia dato alle famiglie povere gran parte del denaro rubato e questo gli è valso l'appellativo locale di "Robin dei poveri" (oltre che "Robin Hood ellenico") in analogia con la famosa storia di Robin Hood.